# Antoine Dignef
Antoine Dignef (* Sint-Truiden, 3 de octubre de 1910 – † Sint-Truiden, 9 de abril de 1991). Fue un ciclista belga, profesional entre 1932 y 1942 que se convertiría en el primer ciclista en lograr una victoria de etapa en la Vuelta a España al hacerse con la primera etapa de su primera edición celebrada en 1935.
Será en la ronda española donde logrará sus mayores éxitos deportivos donde en total logrará 2 victorias de etapa y además logrará el tercer puesto en la clasificación general final de 1935.

## Palmarés
| 1932 - 2 etapas de la Volta a Cataluña 1933 - 1 etapa de la Volta a Cataluña 1935 - 3º en la Vuelta a España, más 2 etapas - 1 etapa en la París-Niza | 1938 - Scheldeprijs Vlaanderen - Stadsprijs Geraardsbergen 1939 - 1 etapa en la Vuelta a Bélgica |

## Resultados

### Grandes Vueltas
| Carrera | Carrera         | 1932 | 1933 | 1934 | 1935 | 1936 | 1937 | 1938 | 1939 | 1940 |
| ------- | --------------- | ---- | ---- | ---- | ---- | ---- | ---- | ---- | ---- | ---- |
|         | Giro de Italia  | —    | Ab.  | —    | —    | —    | —    | —    | —    | —    |
|         | Tour de Francia | —    | 26.º | —    | 20.º | —    | —    | —    | —    | X    |
|         | Vuelta a España | X    | X    | X    | 3.º  | —    | X    | X    | X    | X    |